# Kierrijärvet (Karesuando socken, Lappland, 756363-178368)
Kierrijärvet är en sjö i Kiruna kommun i Lappland och ingår i Torneälvens huvudavrinningsområde. Kierrijärvet ligger i Pessinki fjällurskog Natura 2000-område.